# Guy Glover
Guy Glover (* 5. November 1910 in London; † 17. Mai 1988 in Hudson, Kanada) war ein kanadischer Filmproduzent britischer Herkunft, der zu Beginn seiner Karriere auch als Schauspieler aktiv war.

## Leben
Im Alter von vier Jahren zog Glover mit seinen Eltern von London nach Kanada. Er ging später nach London zurück und führte Theaterregie. Auf der Bühne, aber auch im Fernsehen, trat er zudem als Schauspieler in Erscheinung. Er kam 1942 zu Norman McLaren an das National Film Board of Canada, wo er wesentlich an der Entwicklung der Dokumentarfilmabteilung des NFB beteiligt war. Er schrieb und produzierte ab 1940 über 200 Kurz- und Langdokumentarfilme für das NFB. Zudem war er als Produzent von Animationskurzfilmen tätig. Drei Mal wurde er in drei verschiedenen Kategorien für einen Oscar nominiert: Im Jahr 1951 für The Fight: Science Against Cancer in der Kategorie Bester Dokumentar-Kurzfilm, 1955 für The Stratford Adventure in der Kategorie Bester Dokumentarfilm sowie 1977 in der Kategorie Bester animierter Kurzfilm für The Street von Caroline Leaf. Glover trat 1979 in den Ruhestand und verstarb 1988 im kanadischen Hudson.

## Filmografie (Auswahl)
- 1950: The Fight: Science Against Cancer
- 1952: Opera School
- 1952: The Romance of Transportation in Canada
- 1953: A Musician in the Family
- 1953: Herring Hunt
- 1954: The Stratford Adventure
- 1954: The Grievance
- 1955: The Bird Fancier
- 1958: Les mains nettes
- 1959: Les brûlés
- 1966: The Drag
- 1966: Never a Backward Step
- 1977: The Street